# Abditomys latidens
Abditomys latidens е вид бозайник от семейство Мишкови (Muridae), единствен представител на род Abditomys.

## Разпространение
Видът е разпространен във Филипини.